# Miguel Silveira
Miguel Silveira dos Santos, noto semplicemente come Miguel Silveira (Vila Velha, 26 marzo 2003), è un calciatore brasiliano, centrocampista dell'Albirex Niigata.

## Caratteristiche tecniche
trequartista offensivo, è dotato di visione di gioco periferica e grande tecnica di base. Abile nel dribbling, può essere impiegato anche da falso nove.

## Carriera

### Club
Cresciuto nel settore giovanile del Fluminense, ha esordito in prima squadra il 6 giugno 2019 disputando l'incontro di Coppa del Brasile perso ai rigori contro il Cruzeiro. Il 16 luglio seguente ha esordito anche in Série A in occasione del match pareggiato 1-1 contro il Ceará.

## Statistiche
Statistiche aggiornate al 24 maggio 2023.

### Presenze e reti nei club
| Stagione          | Squadra           | Campionato        | Campionato | Campionato | Coppe nazionali | Coppe nazionali | Coppe nazionali | Coppe continentali | Coppe continentali | Coppe continentali | Altre coppe | Altre coppe | Altre coppe | Totale | Totale | Totale |
| Stagione          | Squadra           | Comp              | Pres       | Reti       | Comp            | Pres            | Reti            | Comp               | Pres               | Reti               | Comp        | Pres        | Reti        | Pres   | Reti   |        |
| ----------------- | ----------------- | ----------------- | ---------- | ---------- | --------------- | --------------- | --------------- | ------------------ | ------------------ | ------------------ | ----------- | ----------- | ----------- | ------ | ------ | ------ |
| 2019              | Fluminense        | A/RJ+A            | 0+3        | 0          | CB              | 1               | 0               |                    | -                  | -                  |             | -           | -           | 4      | 0      |        |
| 2020              | Fluminense        | A/RJ+A            | 9+4        | 0          | CB              | 1               | 0               | CS                 | 1                  | 0                  |             | -           | -           | 15     | 0      |        |
| 2021              | Fluminense        | A/RJ+A            | 1+0        | 0          | CB              | 0               | 0               | CL                 | 0                  | 0                  |             | -           | -           | 1      | 0      |        |
| Totale Fluminense | Totale Fluminense | Totale Fluminense | 17         | 0          |                 | 2               | 0               |                    | 1                  | 0                  |             | -           | -           | 20     | 0      |        |
| 2022              | RB Bragantino     | A1/SP+A           | 7+17       | 1+1        | CB              | 0               | 0               | CL                 | 1                  | 0                  |             | -           | -           | 25     | 2      |        |
| feb.-giu. 2023    | Soči              | PL                | 1          | 0          | CR              | 0               | 0               |                    | -                  | -                  |             | -           | -           | 1      | 0      |        |
| Totale carriera   | Totale carriera   | Totale carriera   | 42         | 2          |                 | 2               | 0               |                    | 2                  | 0                  |             | -           | -           | 46     | 0      |        |

## Palmarès

### Competizioni statali
- Taça Rio: 1

Fluminense: 2020